# 傑列梅茲納
50°0′42″N 30°30′4″E / 50.01167°N 30.50111°E

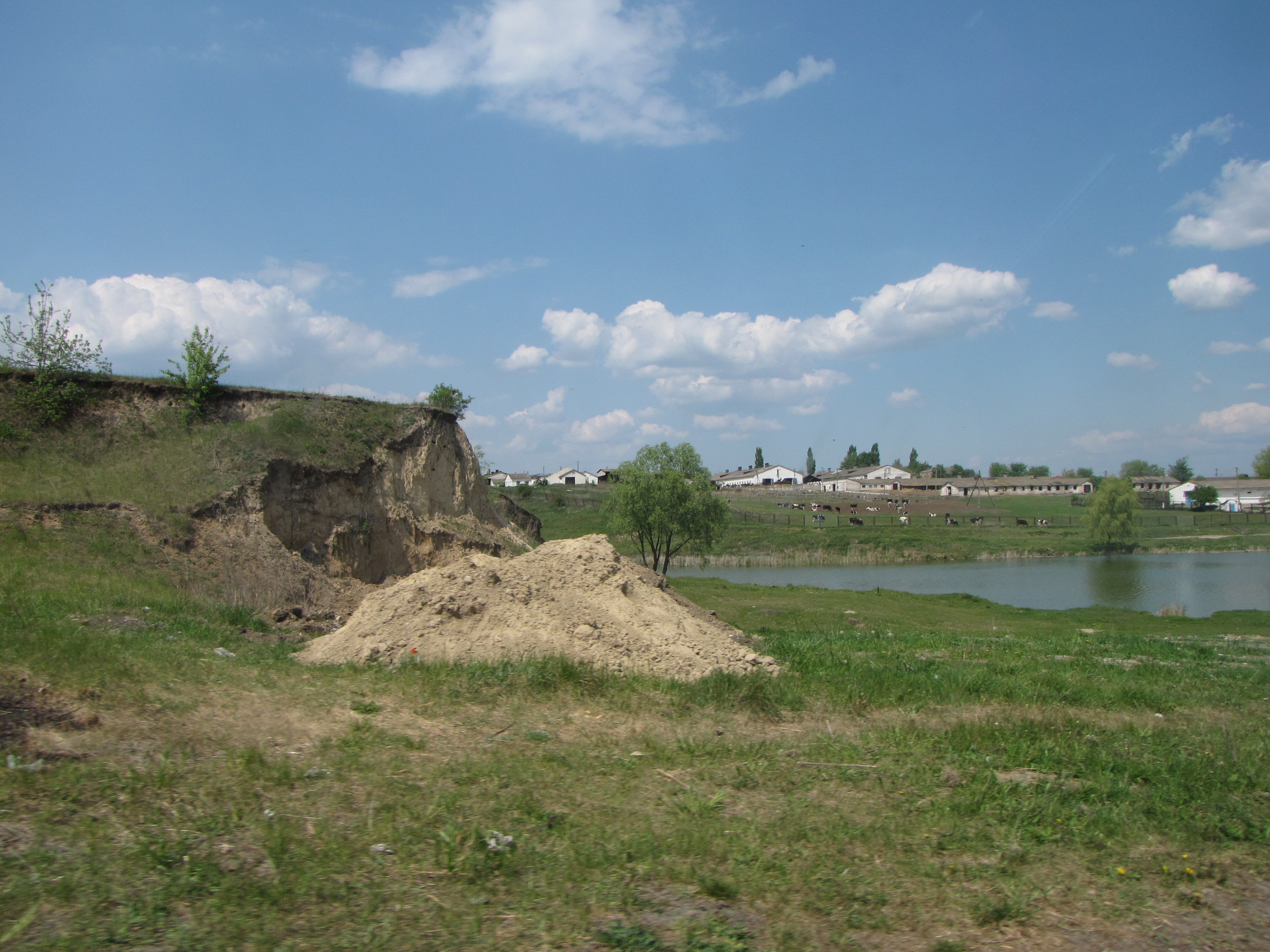

德雷梅茲納（烏克蘭語：Деремезна）是位於烏克蘭北部的村莊，由基辅州奧布希夫區的奧布希夫市鎮負責管轄。該村面積1.35平方公里，海拔高度152米，2001年人口1,038，人口密度每平方公里320人。